# دگندورف
شهر دگندورف در ایالت بایرن در کشور آلمان واقع شده است.